# Eumenes arcuatus
Eumenes arcuatus är en stekelart som beskrevs av Fabricius. Eumenes arcuatus ingår i släktet krukmakargetingar, och familjen Eumenidae.

## Underarter
Arten delas in i följande underarter:
- E. a. praslinius
- E. a. fulvipennis
- E. a. simalurensis
- E. a. maidli
- E. a. zimmermanni
- E. a. andermanicus